# 櫻井梨央
櫻井梨央（2005年11月11日—）日本東京都出身，隸屬演藝經紀公司UP-FRONT AGENCY，
日本女子偶像團體「早安少女組。」第十六期成員。血型O型，身高159cm，個人代表色為奶茶。

## 簡歷
2022年
參加早安家族「早安少女組。'22」「Juice=Juice」共同新成員選秀會，經過5次審查後合格。
- 6月29日，正式成為早安少女組。'22第十六期成員。
- 12月21日，以單曲「Swing Swing Paradise／Happy birthday to Me!」正式出道。

2023年
- 6月29日，發表第一本個人寫真集『梨央 17歳』。

## 人物
- 興趣是欣賞偶像、遊戲。
- 喜歡的音樂類型為「J-POP」。
- 喜歡的球類運動為躲避球。
- 座右銘『日々前進あるのみ』。
- 喜歡的早安前輩是名字和自己同音的北川莉央。

## 外部連結
- モーニング娘。'22｜ハロー！プロジェクト オフィシャルサイト （页面存档备份，存于）
- 櫻井梨央｜ハロー！プロジェクト オフィシャルサイト （页面存档备份，存于）
- モーニング娘。'22 16期メンバー 櫻井梨央 オフィシャルブログ （页面存档备份，存于）